# Jacqueline Nadel
Pour les articles homonymes, voir Nadel.
Jacqueline Nadel, née le 4 juin 1938, est une psychologue française et directrice de recherche émérite au CNRS. Elle dirige la revue Enfance. 

## Biographie
Jacqueline Nadel soutient en 1984 sa thèse d'État consacrée à l’œuvre d'Henri Wallon, intitulée « La fonction sociale de l'imitation directe au cours de la troisième année : une approche fonctionnaliste », sous la direction de René Zazzo à l'université Paris-Nanterre. Elle est directrice de recherche émérite au CNRS, au Centre Émotion, Département de psychiatrie de La Salpêtrière. Son objet d'étude est l'imitation dans le cadre du développement de l'enfant, notamment chez les enfants avec autisme.

## Activités de recherche
Elle consacre ses travaux au rôle développemental de l'imitation, et à la fonction  qu’elle  peut  avoir, « au-delà  de l’apprentissage" . Elle démontre que « l'imitation sert aussi à communiquer, lorsqu'elle est synchrone. » En effet l'imitation n'est pas un phénomène unitaire. Elle a des fonctions différentes sous-tendues par une hiérarchie de mécanismes cérébraux différents. On peut analyser ces fonctions en posant les trois questions : imiter quand ? imiter quoi ? imiter comment ?.
En utilisant la méthode de l'hyperscanning, son équipe de la Salpêtrière a pu montrer que les cerveaux se synchronisent durant l'imitation synchrone. L'imitation spontanée se distingue de l'imitation sur demande par des activations du cortex préfrontal dorsolatéral. L'équipe a montré également qu'être imité agit chez les personnes avec autisme comme une nébulisation d'oxytocine.
Elle a été directrice des programmes pédagogiques du Centre Tedybear pour enfants avec autisme.
Elle est directrice et rédactrice en chef de la revue Enfance créée par Henri Wallon.

## Publications
- Wallon, d'aujourd'hui, avec Francine Best, Paris, Éditions du Scarabée-CEMEA, coll. « Pédagogies nouvelles », 1980  (ISBN 2-7145-0050-1)
- Imitation et communication entre jeunes enfants, préface de René Zazzo, Paris, Puf, coll. « Croissance de l'enfant, genèse de l'homme », 1986[6]
- (dir.) «Autisme : l'option biologique 1. Recherche», avec Bernadette Rogé, Psychologie française, Grenoble, Presses universitaires de Grenoble, 1998
- « Autisme : l'option biologique 2. Prise en charge », avec Bernadette Rogé, Psychologie française, Grenoble, Presses universitaires de Grenoble, 1998
- Imiter pour grandir. Développement du bébé et de l'enfant avec autisme, Dunod, 2016  (ISBN 9782100743476).
- (co-dir.). New Perspectives in communicative development, Routledge, 1993.
- (co-dir.) Imitation in infancy, Cambridge University Press, 1999.
- (co-dir.) Emotional development, Oxford university Press, 2005.
- (co-dir.) Imiter pour découvrir l'humain : psychologie, neurobiologie, robotique et philosophie de l'esprit, avec Jean Decety, PUF, coll. « Psychologie et sciences de la pensée », 2011  (ISBN 9782130505013)
- « L'imitation immédiate. Bilan et perspectives » ou « Pourquoi Platon nous a-t-il fait ça? », Psychologie française, juin 1988, t. 33, no 1-2[7]
- Réhabiliter scientifiquement l’imitation au bénéfice de l’autisme, L'Information psychiatrique, 2014/10, p. 835-842 DOI 10.1684/ipe.2014.1276

### Revue Enfance
- 4/2015 Le corps comme instrument, Décembre 2015
- Volume 66 n° 2, avril-juin 2014
- Volume 65 n° 4, octobre-décembre 2013
- Volume 64 n° 4, 2013
- Volume 64 n° 2, Avril :7 août 2012
- Volume 54 n° 1, 2002 : L'enfant autiste, un enfant en développement